# Provinciile istorice ale Suediei
Provinciile istorice ale Suediei (în suedeză Sveriges landskap) sunt regiuni istorice, geografice și culturale. Suedia are 25 de provincii; ele nu mai au nicio funcție administrativă, dar rămân un mod de identificare culturală. Dialectele și folclorul se delimitează mai mult după granițele dintre provincii decât după cele dintre actualele comitate.
Majoritatea provinciilor au reprezentat subdiviziuni ale Suediei, până în 1634, când au fost înlocuite de comitate (län). Altele au fost cucerite mai târziu de la Danemarca-Norvegia. Altele, cum ar fi provinciile istorice ale Finlandei, au fost pierdute. Lappland (Laponia) este singura provincie obținută prin colonizare.
În unele cazuri, comitatele administrative corespund aproape perfect cu unele provincii, cum ar fi Blekinge cu comitatul Blekinge, sau Gotland, care este și provincie, și comitat, și comună. Deși nu corespunde exact provinciei, comuna Härjedalen este, pe lângă Gotland, singura comună numită după o provincie.
În alte cazuri, însă, acestea nu corespund, ceea ce mărește importanța culturală a provinciilor. În plus, unitățile administrative sunt supuse încontinuu schimbărilor — mai multe comitate au fost create în anii 1990, de exemplu — în timp ce granițele istorice ale provinciilor rămân aceleași de mai multe secole. Începând din 1884, toate provinciile au și statut de principate ceremoniale, dar acest lucru nu le conferă funcții administrative sau politice în plus.
Provinciile Suediei se păstrează și astăzi, în vorbirea colocvială și în diverse referințe culturale, și, de aceea, nu pot fi considerate un concept arhaic. Excepția principală o reprezintă Lappland, unde populația se consideră fie din Västerbotten, fie din Norrbotten, conform împărțirii pe comitate. Două alte excepții sunt Stockholm și Göteborg, unde locuitorii consideră, în principiu, că aparțin acelor orașe, nu provinciilor din care fac parte acestea, fiindcă ambele orașe sunt situate în câte două provincii simultan, fiind traversate de granițele istorice ale provinciilor.

## Provincii
| Suedeză       | Latină           | Provinciile Suediei |
| ------------- | ---------------- | ------------------- |
| Blekinge      | Blechingia       | Provinciile Suediei |
| Bohuslän      | Bahusia          | Provinciile Suediei |
| Dalarna       | Dalecarlia       | Provinciile Suediei |
| Dalsland      | Dalia            | Provinciile Suediei |
| Gotland       | Gotlandia        | Provinciile Suediei |
| Gästrikland   | Gestricia        | Provinciile Suediei |
| Halland       | Hallandia        | Provinciile Suediei |
| Hälsingland   | Helsingia        | Provinciile Suediei |
| Härjedalen    | Herdalia         | Provinciile Suediei |
| Jämtland      | Jemtia           | Provinciile Suediei |
| Lappland      | Lapponia Suecana | Provinciile Suediei |
| Medelpad      | Medelpadia       | Provinciile Suediei |
| Norrbotten    | Norbothnia       | Provinciile Suediei |
| Närke         | Nericia          | Provinciile Suediei |
| Skåne         | Scania           | Provinciile Suediei |
| Småland       | Smolandia        | Provinciile Suediei |
| Södermanland  | Sudermannia      | Provinciile Suediei |
| Uppland       | Uplandia         | Provinciile Suediei |
| Värmland      | Wermlandia       | Provinciile Suediei |
| Västmanland   | Westmannia       | Provinciile Suediei |
| Västerbotten  | Westrobothnia    | Provinciile Suediei |
| Västergötland | Westrogothia     | Provinciile Suediei |
| Ångermanland  | Angermannia      | Provinciile Suediei |
| Öland         | Olandia          | Provinciile Suediei |
| Östergötland  | Ostrogothia      | Provinciile Suediei |

## Istoric

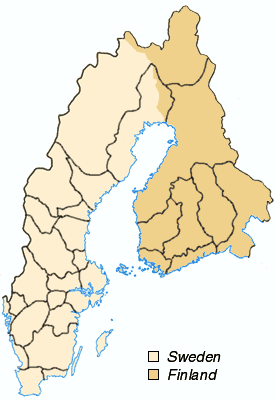
Provinciile Suediei între 1658 și 1809.

Originea diviziunilor provinciale stă în principatele mici care au devenit, treptat, fidele regilor Suediei în timpul consolidării Suediei. Până la codexul național al lui Magnus al IV-lea, adoptat în 1350, fiecare principat încă se autoguverna sub propriile legi. Provinciile istorice erau considerate principate, dar provinciile recent adăugate regatului primeau statut fie de principat, fie de comitat, în funcție de importanța fiecăreia.
După despărțirea de Uniunea de la Kalmar din 1523, Regatul Suediei a încorporat numai câteva dintre noile sale cuceriri în sistemul de provincii. Cele mai longevive achiziții s-au datorat Tratatului de la Roskilde din 1658, prin care provinciile daneze Skåne, Blekinge, Halland și Gotland și provinciile norvegiene Bohuslän, Jämtland și Härjedalen au devenit parte din Suedia, integrându-se treptat. Alte teritorii străine au devenit dominioane sub monarhia suedeză, timp de două sau trei secole în unele cazuri. Norvegia, deși s-a aflat în uniune personală cu Suedia între 1814 și 1905, nu a devenit niciodată parte integrantă a Suediei.
Divizarea provinciei Västerbotten odată cu cesiunea Finlandei a dus la apariția comitatului Norrbotten, recunoscut mai târziu ca provincie, primind și o stemă în 1995, după mai multe decenii de controverse.
Unii cărturari sugerează că Suedia ar fi readus la viață conceptul de provincii în secolul al XIX-lea.

### Landurile Suediei
Pe plan istoric, s-a considerat că Suedia era formată din patru „landuri” (macroregiuni):
| Regiune | Localizare                              | Provincii cuprinse | Provincii cuprinse                                                                                             |
| --- | --------------------------------------- | ------------------ | --- |
| Götaland | sudul Suediei                           | 10                 | Bohuslän, Blekinge, Dalsland, Gotland, Halland, Skåne, Småland, Västergötland, Öland, Östergötland             |
| Svealand | centrul Suediei                         | 6                  | Dalarna, Närke, Södermanland, Uppland, Värmland, Västmanland                                                   |
| Norrland | nordul Suediei și nord-vestul Finlandei | 91                 | Gästrikland, Hälsingland, Härjedalen, Jämtland, Lappland2, Medelpad, Västerbotten2, Ångermanland, Österbotten3 |
| Österland3 | restul Finlandei                        | 7                  | Åland, Egentliga Finland, Karelen, Nyland, Norra Finland, Savolax, Tavastland                                  |
| 1. ^ 8 pe teritoriul actual al Suediei. 2. a b Împărțite între Suedia actuală și Finlanda actuală. 3. a b Situate în totalitate pe teritoriul actual al Finlandei. |                                         |                    | |

Înainte și în timpul epocii vikingilor, Götaland și Svealand erau formate din mai multe principate mici, care erau, mai mult sau mai puțin, independente; în epoca de fier și în evul mediu, Götaland nu cuprindea și Scania sau alte provincii sudice care făceau parte din Danemarca. Cel mai puternic trib din Götaland în epoca de fier erau geatas (götar, „goți”); cel mai puternic trib din Svealand, conform lui Tacit (cca. 100 d.Hr.), erau suiones (svear, „suedezi”). „Norrland” era denumirea generală a tuturor teritoriilor nordice neexplorate, ale căror limite au fost vag definite la începutul epocii moderne. Österland („teritoriu estic”; denumirea a ieșit devreme din uz), aflată în Finlanda centrală și de sud, era parte integrantă a Suediei. În 1809, Finlanda a fost anexată de Rusia, s-a reunit cu câteva comitate de frontieră anexate cu mai multe decenii în urmă (formând Marele Principat al Finlandei) și a devenit țară independentă în 1917.
Granițele acestor macroregiuni s-au schimbat de mai multe ori de-a lungul istoriei, adaptându-se la schimbările aduse granițelor naționale; Norrland, Svealand și Götaland sunt doar părți ale Suediei, ele neînlocuind vreodată conceptul de provincii.